# Liste der Kulturgüter in Urdorf
Die Liste der Kulturgüter in Urdorf enthält alle Objekte in der Gemeinde Urdorf im Kanton Zürich, die gemäss der Haager Konvention zum Schutz von Kulturgut bei bewaffneten Konflikten, dem Bundesgesetz vom 20. Juni 2014 über den Schutz der Kulturgüter bei bewaffneten Konflikten sowie der Verordnung vom 29. Oktober 2014 über den Schutz der Kulturgüter bei bewaffneten Konflikten unter Schutz stehen.
Objekte der Kategorie A sind im Gemeindegebiet nicht ausgewiesen, Objekte der Kategorie B sind vollständig in der Liste enthalten, Objekte der Kategorie C fehlen zurzeit (Stand: 1. Januar 2022). Unter übrige Baudenkmäler sind weitere geschützte Objekte zu finden, die im Verzeichnis der Objekte von überkommunaler Bedeutung der kantonalen Denkmalpflege zu finden und nicht bereits in der Liste der Kulturgüter enthalten sind.

## Kulturgüter
| Foto |                                                                     | Objekt                                 | Kat. | Typ | Standort                       | Beschreibung |
| ---- | ------------------------------------------------------------------- | -------------------------------------- | ---- | --- | ------------------------------ | ------------ |
| ja   | Datei hochladen · Wikidata zu Reformierte Kirche Urdorf (Q29933171) | Alte reformierte Kirche KGS-Nr.: 12700 | B    | G   | Kirchgasse 6.1 674389 / 248449 |              |

## Übrige Baudenkmäler
| ID       | Foto |                 | Objekt                                        | Kat.    | Typ | Standort                                 | Beschreibung |
| -------- | ---- | --------------- | --------------------------------------------- | ------- | --- | ---------------------------------------- | ------------ |
| 25000311 | ja   | Datei hochladen | Bürogebäude, ehemaliges Feuerwehrlokal        | C       | G   | Dorfstrasse 19 673806 / 249271           |              |
| 25000370 | ja   | Datei hochladen | Reformiertes Pfarrhaus                        | B reg.  | G   | Kirchgasse 15 674406 / 248403            |              |
| 25000372 | ja   | Datei hochladen | Ladengebäude, Waschhaus                       | B reg.  | G   | Kirchgasse 15 674388 / 248398            |              |
| 25000388 | ja   | Datei hochladen | Altbau, ehemaliges Kleinbauernhaus            | C       | G   | Birmensdorferstrasse 106 674261 / 248414 |              |
| 25000408 | ja   | Datei hochladen | Wohn- und Gasthaus zur Sonne, ehemaliges Bad  | B kant. | G   | Birmensdorferstrasse 122 674294 / 248288 |              |
| 25000465 | ja   | Datei hochladen | Ehemaliges Bauernhaus                         | C       | G   | Birmensdorferstrasse 147 674357 / 248040 |              |
| 25000467 | ja   | Datei hochladen | Wohnhaus, ehemaliges Bad                      | B reg.  | G   | Birmensdorferstrasse 149 674362 / 248007 |              |
| 25000492 | ja   | Datei hochladen | Wohnhaus mit Schopf                           | B reg.  | G   | Unteres Reppischtal 492 673405 / 247522  |              |
| 25000496 | ja   | Datei hochladen | Ehemalige Kapelle St. Georg                   | B reg.  | G   | Unteres Reppischtal 494 673395 / 247524  |              |
| 25001162 | ja   | Datei hochladen | Oberstufenschulhaus Moosmatt                  | B reg.  | G   | Im Moos 24-26 674470 / 249050            |              |
| 25001172 | ja   | Datei hochladen | Sport- und Schwimmhalle Zentrum Spitzacker    | B reg.  | G   | Birmensdorferstrasse 77 674262 / 248781  |              |
|          | ja   | Datei hochladen | Sperrstelle Urdorf, permanente Waffenstellung | B kant. | G   | Honertstrasse 673782 / 247642            |              |
|          | ja   | Datei hochladen | Sperrstelle Urdorf, permanente Waffenstellung | B kant. | G   | Honertstrasse 673793 / 247765            |              |
|          | ja   | Datei hochladen | Sperrstelle Urdorf, permanente Waffenstellung | B kant. | G   | Im Chilstig 673879 / 247714              |              |
|          | ja   | Datei hochladen | Sperrstelle Urdorf, permanente Waffenstellung | B kant. | G   | Im Chilstig 673905 / 247592              |              |
|          | ja   | Datei hochladen | Sperrstelle Urdorf, permanente Waffenstellung | B kant. | G   | Im Chilstig 673973 / 247663              |              |
|          | ja   | Datei hochladen | Sperrstelle Urdorf, permanente Waffenstellung | B kant. | G   | Reppischtalstrasse 673920 / 247733       |              |

Legende: Im Wesentlichen siehe Legende der Liste der Kulturgüter von nationaler und regionaler Bedeutung, mit folgenden Ausnahmen:
- Anstelle der KGS-Nummer wird als Objekt-Identifikator (ID) die Inventarnummer im Verzeichnis der Objekte von überkommunaler Bedeutung des kantonalen Denkmalschutzamtes verwendet.
- Bei den Kategorien wird wie folgt unterschieden: B kant. = Objekt von kantonaler Bedeutung (Kanton Zürich); B reg. = Objekt von regionaler Bedeutung (Kanton Zürich).